# Hardifort
Hardifort település Franciaországban, Nord megyében. Lakosainak száma 389 fő (2022. január 1.). Hardifort Cassel, Wemaers-Cappel, Wormhout, Zermezeele és Oudezeele községekkel határos.

## Népesség
A település népességének változása:
| Lakosok száma | 371  | 379  | 394  | 381  | 383  | 407  | 401  | 395  | 389  |
|               | 2013 | 2015 | 2016 | 2017 | 2018 | 2019 | 2020 | 2021 | 2022 |